# Dom dla subtelnych
Dom dla subtelnych (bułg. Дом за нежни души) – bułgarski film dramatyczny z 1981 roku reżyserii Ewgenija Michajłowa.

## Obsada
- Płamena Getowa – Wera Mładenowa
- Cwetana Djankowa – Cweta
- Kirjakos Agripopulos – Petko
- Grudi Kadiew – ojciec
- Dora Markowa – matka
- Nikołaj Sotirow – Iwo
- Nikołaj Weliczkow – Genczo
- Iwan Złatarew – Miłuszew
- Georgi Enczew – Żoro mekijat
- Władimir Nikołow – Kolju Dodow
- Wato Wyłkow – Wato
- Kamelija Wuczewa – Lilija